# Rotheca
Rotheca es un género con 76 especies de plantas con flores perteneciente a la familia Lamiaceae. Es originario de las regiones tropicales de Sudáfrica y de Asia.

## Especies seleccionadas
- Rotheca alata (Gürke) Verdc., Kew Bull. 55: 148 (2000).
- Rotheca amplifolia (S.Moore) R.Fern., Kew Bull. 55: 148 (2000).
- Rotheca aurantiaca (Baker) R.Fern., Kew Bull. 55: 148 (2000).